# Hufeng, Jiangxi
Hufeng (kinesiska: 湖丰) är en köpinghuvudort i Kina. Den ligger i provinsen Jiangxi, i den sydöstra delen av landet, omkring 230 kilometer öster om provinshuvudstaden Nanchang. Antalet invånare är 21 264. Befolkningen består av 10 367 kvinnor och 10 897 män. Barn under 15 år utgör 26,0 %, vuxna 15-64 år 64 %, och äldre över 65 år 8,0 %.
Runt Hufeng är det tätbefolkat, med 511 invånare per kvadratkilometer. Närmaste större samhälle är Yanrui, 19,8 km nordost om Hufeng. Trakten runt Hufeng består till största delen av jordbruksmark.
Genomsnittlig årsnederbörd är 2 636 millimeter. Den regnigaste månaden är juni, med i genomsnitt 506 mm nederbörd, och den torraste är oktober, med 38 mm nederbörd.